# Vi var tolv man i laget
Vi var tolv man i laget är en skiva utgiven på förlaget Oktober. Skivan tillkom efter att en grupp teaterfolk och musiker gett sig ut till skogsarbetarna i de tre norrbottniska byarna Torrivaara, Skröven och Jockfall för att lyssna på deras berättelser.
Låtarna handlar bland annat om den bistra verklighet som skogsarbetare lever i. Men det är inte en allt igenom dyster skiva, även om man sjunger om flottare som drunknar och skogsarbetare som på andra sätt sätter livet till i sitt arbete. Nej, skivan har också låtar som handlar om arbetarklassens kamp - inte bara för dagligt bröd - utan också för ett annat samhälle, ett samhälle där arbetsköparens profit inte väger tyngre än de produktiva människornas levnadsvillkor.

## Låtlista
1. "Flottarsången" - 2:30
2. "Sången om den gamle skogsarbetaren Andersson" - 5:10
3. "Sången om Anders Förman" - 1:50
4. "Sången om Antti" - 2:38
5. "Arbete är kamp" - 3:45
6. "Historien är gravid" - 2:30
7. "När dom lovar jobb" - 1:04
8. "Vi var tolv man i laget" - 3:45
9. "Sången om en ombudsman" - 2:10
10. "Sågen brinner" - 3:05
11. "Bonden och byråkraten" - 0:50
12. "Evakueringsvisan" - 2:00